# بمب‌گذاری سفارت ایران در بیروت
بمب‌گذاری ۲۸ آبان ۱۳۹۲ (۱۹ نوامبر ۲۰۱۳) در بیروت، انفجاری است، که توسط دو بمب‌گذاری انتحاری در مقابل سفارت ایران در بیروت انجام گرفت و بر اثر آن ۲۳ نفر از جمله رایزن فرهنگی ایران در بیروت کشته شدند. گردان عبدالله عزام، از گروه جهادی سَلَفی وابسته به القاعده مسئولیت این انفجار را بر عهده گرفت.
علی حسن خلیل، وزیر بهداشت لبنان، آمار نهایی تلفات این حمله را ۲۳ کشته و ۱۴۶ زخمی عنوان کرد. سفارت ایران در منطقه جنوبی بیروت قرار دارد؛ جایی که عمدتاً شیعیان بیروت و طرفداران حزب‌الله لبنان در آن حوالی سکونت دارند.

## مسئولیت حملات
گردان عبدالله عزام، یک گروه جهادی سَلَفی که با گروه القاعده مرتبط است، با صدور بیانیه‌ای مسئولیت این انفجار را بر عهده گرفت. این گروه در پیامی ویدئویی بمب‌گذاری‌ها را «اقدامی تلافی‌جویانه در مقابل دخالت ایران و حزب‌الله لبنان در جنگ داخلی سوریه» دانسته بود. ۴ روز پس از حمله، پلیس لبنان از شناسایی هردو عامل انتحاری حمله خبر داد. این افراد که از سلفیان ساکن لبنان با تابعیت‌های متفاوت و از نزدیکان شیخ احمد الاسیر بوده‌اند.

## دیگر پیامدها
ساعاتی پس از حملات انتحاری به سفارت ایران در بیروت، تیم ملی فوتبال ایران در ورزشگاه کمیل شمعون به دیدار تیم ملی فوتبال لبنان رفت. بازی در شرایطی برگزار شد که بنابر ملاحظات امنیتی، استادیوم خالی از تماشاگران و در محاصره نیروهای نظامی و امنیتی لبنان بود. هم‌چنین مسیرهای کاروان ورزشی ایران تحت کنترل امنیتی قرار داشت.
مسئولین تیم ایران، خواهان تغییر زمان بازی و لغو مسابقه شده بودند.
در جریان این انفجار غضنفر رکن‌آبادی سفیر وقت ایران در لبنان به صورت معجزه آسایی نجات یافت. روز بعد از انفجار مراسم «تقبل و تعاذی» (تسلیت) در سفارت ایران برگزار شد و رئیس جمهور لبنان برای عرض تسلیت به سفارت ایران آمد.
به دنبال این واقعه یک روز در سراسر کشور لبنان عزای عمومی اعلام شد و اداره‌های لبنان یک ساعت کار خود را تعطیل کردند.

## محکومیت بین‌المللی
سازمان ملل متحد، اتحادیه اروپا، فرانسه، بریتانیا، ایالات متحده آمریکا، عراق و مقام‌های لبنان، حملات بیروت را محکوم کرده‌اند. فرانسه همبستگی خود را با «مردم و مقامات ایرانی» اعلام کرد.
وندی شرمن، مذاکره‌کننده ارشد ایالات متحده آمریکا در مذاکرات ژنو ۵ که در تاریخ ۲۱ نوامبر همان سال در ژنو برگزار شد، درگذشت جمعی از ایرانیان را تسلیت گفت.
- ایران: سخنگوی وزارت خارجهٔ ایران مرضیه افخم، اسرائیل را برای رهبری این عملیات محکوم کرد و ابراز کرد: «جمهوری اسلامی ایران صهیونیست‌ها و مزدوران آن‌ها را مسئول این اقدام می‌داند».[۱۵] •  .[۱۶]
- اسرائیل: اسرائیل هرگونه اتهامی مبنی بر دست داشتن در این عملیات را رد کرد و به القاعده برای انجام آن اتهام وارد ساخت.[۱۷]
- بریتانیا: بریتانیا این حمله را محکوم کرد. سفیر بریتانیا در لبنان تم فلچر، در همدردی با زخمی‌ها خون خود را اهدا کرد.[۱۸]
- عربستان سعودی: عربستان این عملیات را محکوم کرد.[۱۹] و عربستان سعودی از شهروندانش خواست تا لبنان را ترک کنند.[۲۰]

## اسامی کشته‌ها
- رضوان فارس مسئول تیم حفاظتی سفارت[۱۰]
- ابراهیم انصاری رایزن فرهنگی ایران در لبنان[۱۰]
- خانم «حسین‌زاده» همسر یکی از دیپلمات ها[۱۰]

## مراسم خاک‌سپاری
مراسم خاک‌سپاری درگذشتگان لبنانی این حادثه روز ۲۹ آبان در منطقه «الغبیری» در جنوب بیروت انجام شد. در این مراسم شماری از مقامات سیاسی لبنان و فلسطین، نمایندگانی از احزاب سیاسی لبنان و همچنین برخی فرماندهان حزب‌الله لبنان و جنبش آمل حضور داشتند. پیکر محمدابراهیم انصاری و همسر یکی از دیپلمات‌ها نیز پس از انتقال به ایران، در روز جمعه ۱ آذر به خاک سپرده شدند.

## دستگیری متهمان
در تاریخ ۳۰ دسامبر ۲۰۱۳ میلادی، مقام‌های لبنانی از دستگیری ماجد الماجد، فرمانده سعودی‌تبار گردان عبدالله عزام خبر دادند. این گروه جهادی مسئولیت انفجارهای مقابل سفارت ایران در بیروت را پذیرفته بود.